# Dante López
Dante Rafael López Farina (Asunción, Paraguay, 16 de agosto de 1983) es un exfutbolista paraguayo. Jugaba de delantero y se retiró en el Club Deportivo Capiatá de la Primera División de Paraguay.

## Trayectoria
Dante López es poseedor de un récord en el Clásico del fútbol paraguayo, y es que es el máximo goleador junto a Pedro Osorio y Roque Santa Cruz, de anotar 4 goles en un partido, fue en la fecha 8 del Torneo Clausura, en el Campeonato Paraguayo de Fútbol 2005.

## Selección nacional
Sus buenas actuaciones en el austero club italiano Crotone le valieron una convocatoria para la Selección de fútbol de Paraguay que disputó la Copa América 2007. Su destacable condición y su técnica despertaron el interés de clubes más importantes en Italia, incluyendo el Napoli, pero López volvió a Paraguay para jugar por Libertad donde se consagró campeón del torneo Apertura de ese país. Posteriormente, fue nuevamente citado por el seleccionador nacional Gerardo Martino para partidos por Eliminatorias del Mundial 2010 o para algún internacional.

### Goles en la Selección
| Resultados | Resultados | Resultados | Resultados | Lugar   | Estadio       | Fecha                   | Tipo     | Gol(es) |
| ---------- | ---------- | ---------- | ---------- | ------- | ------------- | ----------------------- | -------- | ------- |
| Paraguay   | 4          | 2          | Togo       | Teherán | Estadio Azadi | 11 de noviembre de 2005 | Amistoso | 2 goles |
| Paraguay   | 1          | 0          | Macedonia  | Teherán | Estadio Azadi | 13 de noviembre de 2005 | Amistoso | 1 gol   |

Para un total de 3 goles

## Clubes
| Club               | País     | Año         |
| ------------------ | -------- | ----------- |
| Sol de América     | Paraguay | 1998 - 2002 |
| Cerro Porteño      | Paraguay | 2002 - 2003 |
| Maccabi Haifa F.C. | Israel   | 2003        |
| Córdoba CF         | España   | 2004        |
| Nacional           | Paraguay | 2004 - 2005 |
| Olimpia            | Paraguay | 2005        |
| Genoa C.F.C.       | Italia   | 2006        |
| F.C. Crotone       | Italia   | 2006 - 2007 |
| Club Libertad      | Paraguay | 2007 - 2008 |
| Pumas UNAM         | México   | 2008 - 2011 |
| Club Guaraní       | Paraguay | 2011 - 2013 |
| Olimpia            | Paraguay | 2013        |
| Pumas UNAM         | México   | 2014 - 2016 |
| Club Zacatepec     | México   | 2016- 2017  |
| Capiatá            | Paraguay | 2017        |

## Palmarés
| Temporada | Equipo   | Título          |
| --------- | -------- | --------------- |
| 2008      | Libertad | Torneo Apertura |
| 2009      | UNAM     | Torneo Clausura |
| 2011      | UNAM     | Torneo Clausura |